# 安藤陸登
安藤 陸登（あんどう りくと、2006年8月8日 - ）は、兵庫県出身のサッカー選手。J3・テゲバジャーロ宮崎所属。ポジションはMF。

## 略歴
中学からガンバ大阪の下部組織に所属。高校2年生時のクラブユース選手権では5得点を挙げ得点ランキング2位となり、クラブユース選手権制覇に貢献。高校3年時には、高円宮杯 プレミアリーグ プレーオフで2戦合計3得点を挙げプレミア復帰に貢献。
2024年12月23日、2025シーズンからテゲバジャーロ宮崎へ加入することが発表された。
2025年3月16日、J3第5節・栃木シティFC戦で途中出場し、Jリーグデビュー。
6月2日、香港で行われる「International Youth Invitational Football Cup at KTSP June 2025」に参加するU-20Jリーグ選抜のメンバーに招集される事が発表された。7月17日、ウズベキスタンで行われる「Mirabror Usmonov Memorial Cup 2025」に参加するU-22日本代表のメンバーに招集されることが発表された。

## 所属クラブ
- 西宮SS
- ガンバ大阪Jrユース
- ガンバ大阪ユース
- 2025年 -  テゲバジャーロ宮崎

## 代表・選抜暦
- 2025年 
  - U-20Jリーグ選抜 （香港遠征）
  - U-22日本代表 （ウズベキスタン遠征）

## 個人成績
| 国内大会個人成績 | 国内大会個人成績 | 国内大会個人成績 | 国内大会個人成績 | 国内大会個人成績 | 国内大会個人成績 | 国内大会個人成績 | 国内大会個人成績 | 国内大会個人成績 | 国内大会個人成績 | 国内大会個人成績 | 国内大会個人成績 |
| 年度             | クラブ           | 背番号           | リーグ           | リーグ戦         | リーグ戦         | リーグ杯         | リーグ杯         | オープン杯       | オープン杯       | 期間通算         | 期間通算         |
| 年度             | クラブ           | 背番号           | リーグ           | 出場             | 得点             | 出場             | 得点             | 出場             | 得点             | 出場             | 得点             |
| 日本             | 日本             | 日本             | 日本             | リーグ戦         | リーグ戦         | リーグ杯         | リーグ杯         | 天皇杯           | 天皇杯           | 期間通算         | 期間通算         |
| ---------------- | ---------------- | ---------------- | ---------------- | ---------------- | ---------------- | ---------------- | ---------------- | ---------------- | ---------------- | ---------------- | ---------------- |
| 2025             | 宮崎             | 40               | J3               |                  |                  |                  |                  |                  |                  |                  |                  |
| 通算             | 日本             | 日本             | J3               |                  |                  |                  |                  |                  |                  |                  |                  |
| 総通算           |                  |                  |                  |                  |                  |                  |                  |                  |                  |                  |                  |

- Jリーグ初出場 - 2025年3月16日 J3第5節 vs栃木シティFC（CITY FOOTBALL STATION）

## タイトル

### クラブ
ガンバ大阪ユース
- 高円宮杯 JFA U-18サッカープリンスリーグ関西1部：1回（2024年）
- 日本クラブユースサッカー選手権(U-18)大会：2回（2023年、2024年）